# Lophosia perpendicularis
Lophosia perpendicularis là một loài ruồi trong họ Tachinidae.